# Carmilla DeWinter

Carmilla DeWinter, 2014

Carmilla DeWinter (* 1. November 1981 in Pforzheim) ist das eingetragene Pseudonym einer deutschen Schriftstellerin, Lektorin und Apothekerin.

## Leben und Werk
Carmilla DeWinter studierte Pharmazie an der Julius-Maximilians-Universität Würzburg und erhielt die Approbation als Apothekerin. In diesem Beruf ist sie in Teilzeit tätig. Im Nebenberuf lektoriert sie Belletristik und Sachtexte.
Carmilla DeWinter lebt und arbeitet in Pforzheim. Sie betreibt einen Blog und schreibt Romane und Kurzgeschichten, hauptsächlich im Bereich Phantastik.
Unter ihrem bürgerlichen Namen ist sie außerdem Gründungsmitglied von AktivistA n.e.V. - Verein zur Sichtbarmachung des asexuellen Spektrums.
Sie ist Mitglied im Phantastik-Autoren-Netzwerk PAN.

## Werke
Romane
- Albenbrut: Ein bindender Eid, Dead Soft Verlag, 2014, ISBN 978-3-944737-40-9.
- Albenbrut 2: Gebrannte Kinder, Dead Soft Verlag, 2014, ISBN 978-3-944737-56-0.
- Albenerbe: Das Blut von Königen, Dead Soft Verlag, 2016, ISBN 978-3-96089-012-6.
- Albenzauber, Selfpublishing, 2017, ISBN 978-3-7431-6261-7.
- Jinntöchter: K_ein orientalisches Märchen, Edition Roter Drache, 2018, ISBN 978-3-946425-41-0.
- Albenherz, Dead Soft Verlag, 2018, ISBN 978-3-96089-230-4.
- Die A-Karte, Selfpublishing, 2018, ISBN 978-3-7481-3940-9.
- Lokis Fesseln. Edition Roter Drache, Meschede 2022, ISBN 978-3-968-15034-5

## Sachtexte
- Das asexuelle Spektrum. Eine Erkundungstour, Marta Press, 2021, ISBN 978-3-944442-97-6.